# Готьє Ларсоннер
Готьє Ларсоннер (фр. Gautier Larsonneur, нар. 23 лютого 1997, Сен-Ренан) — французький футболіст, воротар клубу «Сент-Етьєн».

## Клубна кар'єра
Народився 23 лютого 1997 року в місті Сен-Ренан. Вихованець юнацьких команд футбольних клубів «Плугонвелен» та «Брест».
У дорослому футболі дебютував 2017 року виступами за «Брест», кольори якого захищає й донині.

## Виступи за збірну
З 2018 року залучався до матчів молодіжної збірної Франції, у її складі поїхав на молодіжний чемпіонат Європи 2019 року в Італії, але на поле там не виходив.

## Статистика виступів

### Статистика клубних виступів
| Сезон             | Команда           | Чемпіонат         | Чемпіонат | Чемпіонат | Національний кубок | Національний кубок | Національний кубок | Континентальні кубки | Континентальні кубки | Континентальні кубки | Інші змагання | Інші змагання | Інші змагання | Усього | Усього |
| Сезон             | Команда           | Ліга              | Ігор      | Голів     | Ліга               | Ігор               | Голів              | Ліга                 | Ігор                 | Голів                | Ліга          | Ігор          | Голів         | Ігор   | Голів  |
| ----------------- | ----------------- | ----------------- | --------- | --------- | ------------------ | ------------------ | ------------------ | -------------------- | -------------------- | -------------------- | ------------- | ------------- | ------------- | ------ | ------ |
| 2015–16           | «Брест»           | Л2                | 0         | -0        | КФ+КЛ              | -                  | -                  | -                    | -                    | -                    | -             | -             | -             | 0      | -0     |
| 2016–17           | «Брест»           | Л2                | -         | -         | КФ+КЛ              | 0/-                | -0                 | -                    | -                    | -                    | -             | -             | -             | 0      | -0     |
| 2017–18           | «Брест»           | Л2                | 36+1      | -38 + -2  | КФ+КЛ              | 0+1                | -0                 | -                    | -                    | -                    | -             | -             | -             | 38     | -40    |
| 2018–19           | «Брест»           | Л2                | 37        | -34       | КФ+КЛ              | -                  | -                  | -                    | -                    | -                    | -             | -             | -             | 37     | -34    |
| Усього за «Брест» | Усього за «Брест» | Усього за «Брест» | 74        | -74       |                    | 1                  | -0                 |                      | -                    | -                    |               | -             | -             | 75     | -74    |
| Усього за кар'єру | Усього за кар'єру | Усього за кар'єру | 74        | -74       |                    | 1                  | -0                 |                      | -                    | -                    |               | -             | -             | 75     | -74    |